# Chris Baio
Christopher Baio (* 29. října 1984) je americký hudebník. Na střední škole byl členem kapely Underrated. Během studií na Kolumbijské univerzitě působil ve skupině Midnight Hours, která byla ovlivněná country hudbou, v níž rovněž působil bubeník Chris Tomson. Spolu s ním a dalšími dvěma studenty založil v roce 2006 kapelu Vampire Weekend. V roce 2012 vydal první sólové EP s názvem Sunburn. První řadovou desku The Names vydal roku 2015.

## Sólová diskografie
- The Names (2015)
- Man of the World (2017)
- Dead Hand Control (2021)